# Curteni (okręg Marusza)
Curteni (węg. Udvarfalva) – wieś w Rumunii, w okręgu Marusza, w gminie Sântana de Mureș. W 2011 roku liczyła 1038 mieszkańców.